# 大津留克明
大津留克明（別名・パパ大津留、1945年3月11日 - ）は、ジャズトロンボーン奏者。青森県弘前市生まれ。「ジギングのパパ」とも呼ばれる。

## 来歴
高校生の頃より吹奏楽部に所属、トロンボーンを演奏を目指して昭和38年に上京。音楽学校を中退しジョージ川口＆オールスターズのオーディションを受け合格（大津留の芸名は当時の仇名から）、ジャズミュージシャンとしてのキャリアをスタートさせる。その後、スマイリー小原とスカイライナーズに6年間在籍。さらに豊岡豊＆スイングフェイスを経て、自己のバンド「オークション」「エボニー・ファンクショップ」「オールディーズ・ブルースキャンペーン」を結成（その頃からパパと呼ばれる）。ライブ演奏の傍ら、音楽番組や劇場音楽の作編曲者として活動する。その後、八丈島に転居、釣り人の為のペンション「パパズイン」を開業。ジギングのプロアングラーとしてメディアに登場。ミュージシャンとしての独特のスタイルから、1998年ビデオ「ジギングはリズムだ！」を発売、ルアーフィッシングでのジギングブームの先駆けとなる。今では、ルアーフィッシング界のレジェンドとも言われる。
2005年には、エッセイ集八丈島より愛をこめてを発売、その後は執筆活動も。その後、東京都内のライブハウス等でのコンサート、八丈島でのライブコンサートなど演奏活動も行っていて、まだ作曲家としての活動もしている。

## ディスコグラフィ

### 出版物
- 「ジギングはリズムだ」
- エッセイ集「八丈島より愛をこめて」枻出版社
- 「パパ大津留監修のジギングガイドDVD」白夜書房
- 「パパ大津留のジギングの世界」枻出版社